# نيك رايت (سياسي)
نيك رايت هو سياسي كندي، ولد في 1983 في تورونتو في كندا.

## وصلات خارجية
- الموقع الرسمي